# 사량좌
사량좌(謝良佐, 1050년~1103년)는 중국 송나라의 유학자이다. 허난성 상차이 현 출신이라, 상채선생(上蔡先生)이라 불렸다. 자는 현도 (顯道)이며, 진사에 올랐다. 정호에게 배우기 시작하여, 정이 문하에서 배움을 마쳤다. 이정의 문하에서 양시와 더불어 가장 뛰어났다.
유초, 여대림, 양시와 더불어 '정문사선생' (程門四先生)이라 불렸다. '경시상성성법' (敬是常惺惺法)을 중심으로 공부했는데, 주희는 그것을 '도' (道)라 칭했다. 사량좌의 학문은 이것저것이 뒤섞여 잡되어 깊지 않았으나, 사상은 정호에 근접했다. 만년에 불교를 믿었다. 저서에 《논어설》(論語說)이 있다.